# Andrzej Stepnowski
Andrzej Stepnowski (ur. 4 stycznia 1940 w Białej Podlaskiej, zm. 14 marca 2024 w Gdańsku) – polski informatyk, profesor dr hab. inż. specjalizujący się w geoinformatyce, pracownik naukowy Politechniki Gdańskiej.
Prowadził badania w zakresie geoinformatyki, hydroakustyki i technologii satelitarnych, jego dorobek obejmuje ponad 250 pozycji, w tym dwie monografie.

## Życiorys
Urodził się w rodzinie adwokata Jacentego Władysława (1907–1983) i sędzi Marii z domu Daniluk (1913–1983). Do Gdańska przyjechał z rodzicami w 1945. W 1957 ukończył III Państwowe Gimnazjum i Liceum Ogólnokształcące w Gdańsku-Wrzeszczu.
Zmarł 14 marca 2024 w Gdańsku, pochowany na cmentarzu Łostowickim (kwatera 13-71-1a).

### Kariera naukowa
W 1964 ukończył elektronikę na Politechnice Gdańskiej i podjął pracę naukową na macierzystej uczelni. Całą swoją karierę związał z Politechniką Gdańską. W czasie swojej działalności pełnił wiele funkcji na uczelni, od inżyniera stażysty do profesora zwyczajnego w utworzonej przezeń Katedrze Systemów Geoinformatycznych, w tym kierownika zakładu, kierownika katedry, dyrektora laboratorium, prodziekana wydziału, członka Senatu PG, oraz prorektora ds. Nauki Politechniki Gdańskiej.
W 1974 uzyskał doktorat, a w 1992 obronił pracę habilitacyjną pt. Zarys teorii i technika hydroakustycznych metod oceny siły celu i populacji ryb.
30 listopada 2001 otrzymał z rąk Prezydenta Rzeczypospolitej Polskiej tytuł profesora nauk technicznych.
Był prorektorem gdańskiej uczelni oraz kierownikiem Katedry Systemów Geoinformatycznych Wydziału Elektroniki, Telekomunikacji i Informatyki Politechniki Gdańskiej.
Prowadził badania w zakresie geoinformatyki, hydroakustyki i technologii satelitarnych, jego dorobek obejmuje ponad 250 pozycji, w tym dwie monografie. Jego dorobek naukowy obejmuje 2 monografie naukowe, rozdziały w monografiach, ponad 250 oryginalnych publikacji, 8 patentów i ponad 30 projektów badawczych i wdrożeniowych. Wypromował 7 doktorów nauk technicznych, z których dwóch uzyskało stopień doktora habilitowanego, a jeden osiągnął stanowisko profesora PG.
Był członkiem Komitetu Akustyki Polskiej Akademii Nauk, ekspertem Organizacji ds. Wyżywienia i Rolnictwa Narodów Zjednoczonych FAO, europejskim wiceprezydentem Komitetu Bezpieczeństwa Narodowego organizacji IEEE oraz redaktorem we wiodącym europejskim czasopiśmie naukowym „A. Acustica”. Był również profesorem wizytującym na 4 uniwersytetach zagranicznych w USA, Kanadzie, Turcji i Indonezji.
Profesor Stepnowski prowadził też współpracę z otoczeniem gospodarczym, m.in. był założycielem, a następnie przewodniczącym Rady Nadzorczej firmy C-Map Poland – krajowego pioniera w sektorze geoinformatycznym (od roku 2007 funkcjonującej jako jedna z największych z sektora IT w regionie Pomorskim firma Jeppesen Poland – będąca częścią korporacji Boeing). Jednym z ostatnich osiągnięć profesora jest, nagrodzony w 2014 roku złotym medalem na wiodących w Europie Międzynarodowych Targach Technological Innovation w Brukseli, zbudowany pod jego kierunkiem, innowacyjny mobilny system satelitarnej nawigacji osób niewidomych w terenie miejskim Mówiące Mapy. W 2015 roku przyczynił się i brał udział w powołaniu Polskiej Agencji Kosmicznej POLSA w Gdańsku.

### Kariera społeczna i polityczna
Andrzej Stepnowski prowadził również całe swoje dorosłe życie działalność obywatelską; od 1980 roku był członkiem NSZZ „Solidarność” i był jej współzałożycielem w Politechnice Gdańskiej (1980), członkiem organizacji polonijnej wspierającej aktywnie emigrantów „Solidarności” w Halifax (w Kanadzie) oraz wiceprzewodniczącym Społecznego Komitetu Budowy Pomnika Marszałka J. Piłsudskiego (1990–1992).
W 2010 roku był współorganizatorem Klubu Dobrego Państwa KDP w Politechnice Gdańskiej oraz współinicjatorem powołania w Gdańsku Akademickiego Klubu Obywatelskiego im. Prezydenta RP Lecha Kaczyńskiego. Był jednym z pierwszych sygnatariuszy porozumienia w sprawie konferencji smoleńskiej i uczestnikiem wszystkich trzech Konferencji Smoleńskich; był członkiem Komitetu Naukowego Konferencji Smoleńskiej. W 2012 roku został ekspertem Centrum Programowego PiS.
W wyborach w 2011 roku kandydował do Senatu RP z ramienia Prawa i Sprawiedliwości w okręgu nr 62. Zdobył 37 932 głosy, przegrywając z Kazimierzem Kleiną. W wyborach do Senatu RP w 2015 roku kandydował ponownie z ramienia PiS, tym razem w okręgu nr 65. Zdobył 76 651 głosów, przegrywając z Bogdanem Borusewiczem.
Znał biegle angielski, posługiwał się również językiem francuskim, rosyjskim i łaciną. Był uczniem profesora Stefana Hermana w grze na skrzypcach.

## Życie prywatne
Dwukrotnie żonaty. Po raz pierwszy z Krystyną z domu Kreczko (1942–1999), magistrem inżynierem chemii, po raz drugi z Feliksą Dziewanowską-Stepnowską, artystką malarką. Ojciec dwóch synów: Rafała (1968–2023), prezesa spółki Boeing Poland i Piotra, rektora UG.

## Publikacje
- „Systemy Akustycznego Monitoringu Środowiska Morskiego”[12]
- „Rektorzy i prorektorzy Politechniki Gdańskiej w latach 1904–2014”[11]
- „Faculty of Electronics, Telecommunications and Informatics 60 years 1952–2012”[13]

## Odznaczenia i wyróżnienia
- Krzyż Oficerski Orderu Odrodzenia Polski (2015)[29]
- Krzyż Kawalerski Orderu Odrodzenia Polski (1999)[30]
- Medal Komisji Edukacji Narodowej
- Medal „Za Zasługi dla Politechniki Gdańskiej” (2012)
- Medal „Niepokorni na Politechnice Gdańskiej 1945–1989” (2011)[19]
- Medal Pamiątkowy Politechniki Gdańskiej (2014)[11]
- Tytuł Honorowy Mistrza Techniki Polskiej (1974)

Źródło:.